# 2009年达赖喇嘛访台
2009年達賴喇嘛訪台發生於八八水災之後，由高雄市市長陳菊與民主進步黨所執政的七縣市首長聯名邀請西藏精神領袖——第十四世達賴喇嘛——於8月30日至9月4日間訪問台灣，並赴莫拉克颱風災區撫慰災民。這是達賴自1997年與2001年之後第三次訪問台灣。由於2008年馬英九擔任中華民國總統之後，極力推展兩岸關係，因此達賴訪台在台灣及中國大陸引起正反兩面不同的看法。

## 緣起
8月26日下午，在遭受莫拉克颱風重創的南台灣，民主進步黨執政的雲林縣、嘉義縣、台南縣、台南市、高雄縣、高雄市及屏東縣縣市長宣布聯名邀請藏傳佛教領袖第十四世達賴喇嘛到台灣訪問，慰問災民、為災民祈福。
在8月26日晚间，馬英九總統徵詢副總統蕭萬長、立法院院長王金平、中國國民黨主席吳伯雄等黨政高層人士的意見，並與國家安全會議高層連夜開會5小時後，在晚上11點多做出同意達賴喇嘛訪台的决定。並由外交部訓令駐印度代表處簽發達賴及隨行人員的簽證。
總統馬英九於8月27日上午對记者表示，政府已經决定同意達賴喇嘛以宗教領袖的身份来台為往生災民舉行超渡法會，為生存的災民祈福。

## 訪台活動
達賴於8月30日晚上，搭乘中華航空班機由新德里抵達台灣，並搭乘高鐵南下高雄市。原定8月31日早上舉行中外記者會，後來取消，而直接前往水災重災區高雄縣甲仙鄉小林村以及屏東縣林邊鄉慰問災民並為罹難者誦經。

### 为小林村亡灵超度

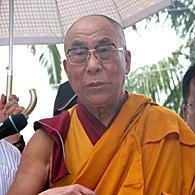
達賴喇嘛在小林村舉辦法會。

西藏精神领袖达赖喇嘛抵达台湾第一天便前往八八水灾重灾区小林村，为四百余名亡灵举行法会。与此同时，达赖喇嘛再次强调他的台湾之行是宗教人道之旅，避免谈及敏感政治议题。
8月31日中午，达赖喇嘛面对已经变成一片乱石岗的小林村遗址举行了超度亡灵以及为灾民祈福的法会。据在场的藏传佛教信徒告知，为了表达对埋葬在相当于3层楼深的泥土下的4百余亡灵的敬意，达赖喇嘛到达会场后，并没有走上高台，而是极不寻常地直接坐在地上，省略了很多冗长的仪式，为在八八水灾中不幸身亡的死难者念诵经文，抚慰往生者。
达赖喇嘛诵经完毕后说，他身为佛教徒，看到这里有那么多的死难者，他很难过。达赖喇嘛说，他现在能做的就是要为死难者祈祷，正像他在去年四川大地震时为地震的死难者祈祷那样。他说：“人们在面对悲剧时，就像去年四川遭受大地震，很多人受苦，很多人死去。那时我能为他们做的一件事就是为他们祈祷。”

### 人道宗教之旅
达赖喇嘛在法会结束后回答了在场记者提出的几个问题。达赖喇嘛在回答有关两岸关系问题时说，台湾应当保持它已经享有的民主和经济繁荣。与此同时，达赖喇嘛强调，台湾还应该跟大陆保持紧密联系：“台湾的未来靠台湾人民做出决定。在这种情况下，台湾应该跟中国大陆保持一种紧密的特殊联系，因为经济，也因为有所不同。”
不过当记者问及被视为更敏感的政治议题，比如达赖喇嘛是否要跟中国当局举行会谈之类的问题时，达赖喇嘛回答说：“你到达兰萨拉来，我就回答你。”他接着说：“因为这次访问无关政治，主要是人道主义访问。我没有任何政治日程，没有什么可讨论的。”
达赖喇嘛在结束小林村的法会之后，驱车从山区赶往海边的屏东县佳冬乡。那里是莫拉克风灾的另一个重灾区，曾经饱受风灾蹂躏。海水倒灌令该地区成为一片水乡沼泽，至今道路泥泞。达赖喇嘛8月31日下午为佳冬乡的灾民举行了另一场祈福法会。

### 祈福法會與演講

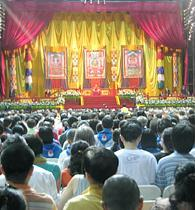
达赖喇嘛在高雄举办万人祈福法会

達賴喇嘛於9月1日在高雄巨蛋體育館舉行祈福法會，一萬七千多名民眾。達賴並於下榻的蓮潭會館演講，他說：「台灣民主的成就是世界典範，這就是我愛台灣的原因。」並強調「政治領袖應以慈悲心真誠的與敵人對話，以戰止戰不是真正的和平，只是表象，要尊重別人的觀點和利益，彼此真誠對話才能達到真正的和平！」藍營執政高層迴避達賴的法會和演講，民進黨主席蔡英文和高雄市長陳菊則全程聽講，蔡讚許達賴弘法的方式很不一樣，「表現出得道人的自在」，「尤其帽子很可愛！」達賴稍早在祈福法會上和蔡英文會面，並送她一條哈達。

### 與天主教樞機主教對談
達賴喇嘛於9月2日在高雄會見天主教樞機主教單國璽，這場跨宗教對談以「天法自然─人與大自然的對話」為主題，單祈禱說：「希望政府有遠見，不是暫時把受創的地方再修復，能有智慧的提出整盤計劃，把重建工作做得更堅固。」達賴則說，官員、企業家、政治領袖、司法人員都應以最真誠、透明的態度執行工作，才能消弭對立和猜忌，建立互信社會。

### 捐贈災民
達賴請高雄市長陳菊轉贈五萬美元（約一百六十五萬元新台幣）給中華社會福利聯合勸募協會，救助災民，並贈陳菊一尊小金佛，為高雄祈福。

### 民众反应及輿論
多份民調指出，大多數的臺灣民眾認同達賴赴台為災民祈福的貢獻。包括台灣兩大報《自由時報》與《蘋果日報》在內的主流輿論都認為，中國共產黨長期阻撓獲得諾貝爾和平獎、享有國際聲譽的達賴喇嘛訪問自由民主多元的台灣，「我們為什麼要以中國之恨為恨，以中國之喜為喜？」。

## 兩岸關係

### 中華民國政府之評估
中華民國總統府發言人王郁琦27日表示，總統府對達賴喇嘛来台訪問的評估基于人道與宗教考量，應該不會對兩岸關係有所傷害。
中華民國管理蒙藏兩族事務的蒙藏委員會發言人錢世英说，中華民國尊重宗教信仰自由，自從八八水災發生後，各個宗教團體都積極投入救災、参與災民心靈撫慰的工作，達賴喇嘛訪台也是基於同樣撫慰災民心靈的目的。
中華民國总统马英九曾在2008年3月以“时机不宜”为由拒绝达赖喇嘛访台。在莫拉克台风重创台湾之際，马英九做出了跟一年多前不同的决定。台湾联合报说，这无异于给被批救灾不力的马政府再补上一击，看看马政府如何拆招。联合报认为，马英九政府同意达赖喇嘛访台，虽然能够“暂时消去国内政治反应的力道，但马上就要面对大陆方面的反应”，所幸“两岸互信基础更趋稳定，达赖喇嘛已经不再是两岸关系的一个变数”。

### 高雄縣甲仙鄉反應
災情最慘重的小林村災民對達賴表達歡迎，也希望外界不要做太多的政治解讀。對於中國，中國國民黨籍的高雄縣甲仙鄉長劉建芳直批：「阿共仔不爽是他家的事！」

### 國民黨中央反應
相較於國民黨地方抱持開放的態度，該党中央則认为，民进党籍的七个县市长邀请达赖喇嘛来台是在给马政府出难题，绿营现在最想要的就是马政府说“不”。国民党副秘书长张荣恭认为，民进党是在“利用水灾进行政治算计”。

### 民進黨反應
民进党对马英九政府的决定表示肯定和欣慰，并盼望朝野政党用平常心看待这次宗教活动，不要再打政治口水战。民進黨發言人鄭文燦表示，此次達賴的人道關懷之旅，基本上是成功的；並指責馬政府與中國的過度反應，企圖抹黑民進黨與達賴，才是政治算計。

### 中华人民共和国之反應
臺灣的聯合報引用中华人民共和国有關官員回應說：“北京很在意他此時訪台的動機”。高雄市长陈菊於2009年5月份曾为行销高雄世运会而赴中国大陆访问，受到北京高规格接待。臺灣《中国时报》说，现在陈菊邀请达赖喇嘛访臺，“看在北京眼里，五味杂陈，心里很不是滋味”。臺灣媒体报导，中華人民共和國政府对臺灣邀请达赖喇嘛访臺“很受伤”。中華人民共和國一名官员被媒体引述報導稱：“我们想去灾区看看，臺灣说不方便，但美國人去就方便，日本人去也方便，南部县市长还邀请达赖来祈福，为什么大陆人就不能去灾区帮忙？”中国时报认为，北京会注意到，“民进党人不仅在挑动北京与达赖的矛盾，其实更想利用达赖议题，凸显马政府的无能”。
8月31日，中华人民共和国以实际行动表示对达赖访台的不满，原预定由国台办主任王毅主持的辽宁省丹东市第8届“台湾周”活动，也改由国台办主任助理李亚飞主持。包括厦门、宁波、天津的两岸定期航班首航仪式，以及新航点沈阳、西安、长沙、郑州等地的相关活动也临时被中华人民共和国官方取消。台湾方面也临时接到中国大陆通知，原定由中国人民银行副行长苏宁率团到台湾参加的“两岸票券市场研讨会”，由于“技术原因”必须顺延一周举行。
中华人民共和国国务院台办在达赖抵达台湾时再度发布声明说，“民进党策动长期从事分裂活动的达赖赴台湾，是别有用心的。我们对此坚决反对，这一立场是明确的，也是坚定的。达赖赴台势必对两岸关系造成不利影响。我们将密切关注事态的发展。”

## 西藏流亡政府反应
西藏流亡政府驻台北办公室主任达瓦才仁认为，马英九总统同意达赖喇嘛来台可凸显其政治魄力。他对美国之音说：“台湾和大陆的关系目前在改善当中，在这样的关口达赖喇嘛对台湾的访问，大陆方面一定会不高兴。但是马总统能够排除这些干扰，做出这个决定，当然是展现了他的魄力和勇气。”
达瓦才仁也说，台湾有很多藏传佛教信徒。不算蒙藏地区，在国际间信仰藏传佛教的信徒除法国之外，台湾是第二多。达瓦才仁表示，达赖喇嘛对台湾受灾情况特别关注。他说：“达赖喇嘛直接给马总统写信，表示慰问，对死难者表示哀悼。达赖喇嘛在所有的法会中都为死难者祈祷，为生者祈福。同时西藏流亡政府在8月20号专门在达兰萨拉举行比较大的法会，为死难者超度。”